# 奥能登に吹く殺意の風
『奥能登に吹く殺意の風』（おくのとにふくさついのかぜ）は、西村京太郎の推理小説である。

## 概要
同作は、1994年4月に光文社よりカッパ・ノベルスとして出版された218ページに及ぶミステリー小説である。その後、光文社文庫より1997年5月に287ページに及ぶ形で、2007年6月には講談社より325ページに及ぶ形で刊行されている。
同作は十津川警部シリーズ中の一作である。

## あらすじ
能登に旅行中だった警視庁・十津川班の北条早苗刑事は、何者かにライフル銃で狙撃され、負傷する。当初は人違いでの狙撃かと思われたが、のちに早苗が宿泊した家の娘・田村真理子が片山津温泉で溺死し、犯人から早苗殺害を予告する挑発的な電話が届く。また、一方で東京の国立ではバス爆破事件が発生し、早苗の同僚・清水刑事を含む同僚4人が死亡していた。不可解な犯人の狙いに十津川刑事が独特の推理で挑む。